# Drobni netopir
Drobni netopir (znanstveno ime Pipistrellus pygmaeus) je majhna vrsta gladkonosih netopirjev, ki so jo kot samostojno vrsto opisali šele leta 1999. Pred tem je veljalo, da je drobni netopir le podvrsta malega netopirja (Pipistrellus pipistrellus).

## Opis
Drobni netopir tehta med 3 in 6,5 g.

## Eholokacija
Leta 1999 so znanstveniki ugotovili, da določeni osebki, ki so bili dotlej uvrščeni v vrsto mali netopir za eholokacijo uporabljajo druge frekvence, iz česar so domnevali, da gre za različni vrsti netopirjev. Nova vrsta, drobni netopir, za eholokacijo uporablja frekvence med 53 in 86 kHz, z največjo energijo pri 55 kHz ter povprečnim impulzom 5,8 ms.